# Площа Тараса Шевченка (Київ)
У Вікіпедії є статті про інші площі з назвою Площа Тараса Шевченка
Пло́ща Тара́са Шевче́нка — площа в Оболонському районі міста Києва, місцевості Кинь-Ґрусть, Мінський масив. Розташована між вулицями Вишгородською, Сошенка, Пуща-Водицькою, Полярною і Литовським проспектом.

## Історія
Площа виникла у першій половині XX століття, мала назву площа Кинь-Ґрусть від однойменної історичної місцевості. Сучасна назва на честь українського поета, письменника, художника  Тарас Шевченка — від 1959 року. 
Поблизу площі, між Пріоркою, Вітряними Горами, Виноградарем і Пуща-Водицьким лісом, розташоване Шевченкове селище. У серпні 1859 року Тарас Шевченко мешкав у будинку № 5 по Вишгородській вулиці в родині Варвари Матвіївни Пашковської.
На площі розташована автостанція «Полісся», від якої вирушають автобуси за маршрутами північного напрямку.